# Volger Andersson
Karl Volger Andersson (* 19. Januar 1896 in Njurunda; † 6. Oktober 1969 in Njurunda) war ein schwedischer Skilangläufer.
Andersson, der für den Njurunda IK startete, gewann bei den Olympischen Winterspielen 1928 in St. Moritz die Bronzemedaille über 50 km. Zudem absolvierte er dort den 18-km-Lauf, den er aber vorzeitig beendete. 